# Gertie the Dinosaur
Gertie the Dinosaur [ˌgəːtiː ðə ˌdʌɪnəsɔː], auch bekannt als Gertie the Trained Dinosaur, ist ein US-amerikanischer Kurzfilm des Karikaturisten und Comiczeichners Winsor McCay aus dem Jahr 1914. Der Hauptteil des Films besteht aus von McCay handgezeichneten Sequenzen, in denen er die Dinosaurierdame Gertie präsentiert und einige Kunststücke vorführen lässt.
Ursprünglich wurde dieser Zeichentrickfilm für McCays Bühnenauftritte erstellt; für Kinoaufführungen wurde nachträglich eine Rahmenhandlung gefilmt, in der seine Arbeit an der Erstellung des Zeichentrickfilms gezeigt wurde. Gertie the Dinosaur zählt zu den bekanntesten und innovativsten Animationsfilmen der frühen Filmgeschichte, Gertie selbst wird von vielen Filmhistorikern als die erste echte Zeichentrickfigur gesehen, die dem neuen Genre des Zeichentrickfilms den kommerziellen und künstlerischen Durchbruch brachte.

## Handlung

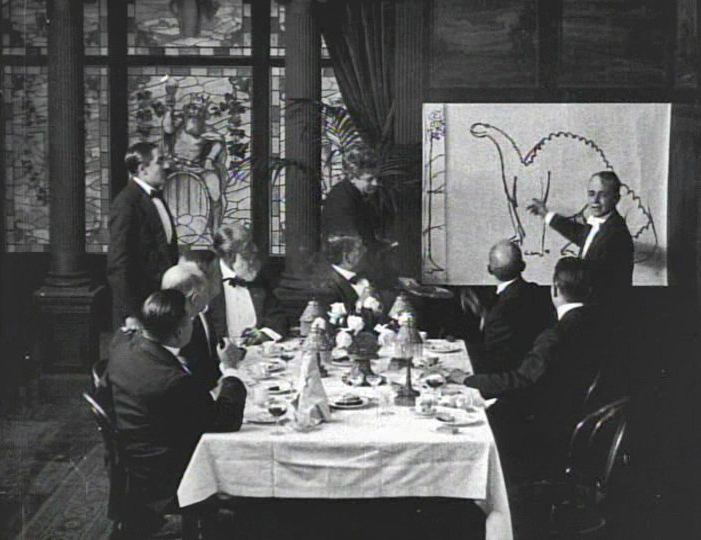
McCay mit Gertie auf der Dinner-Party

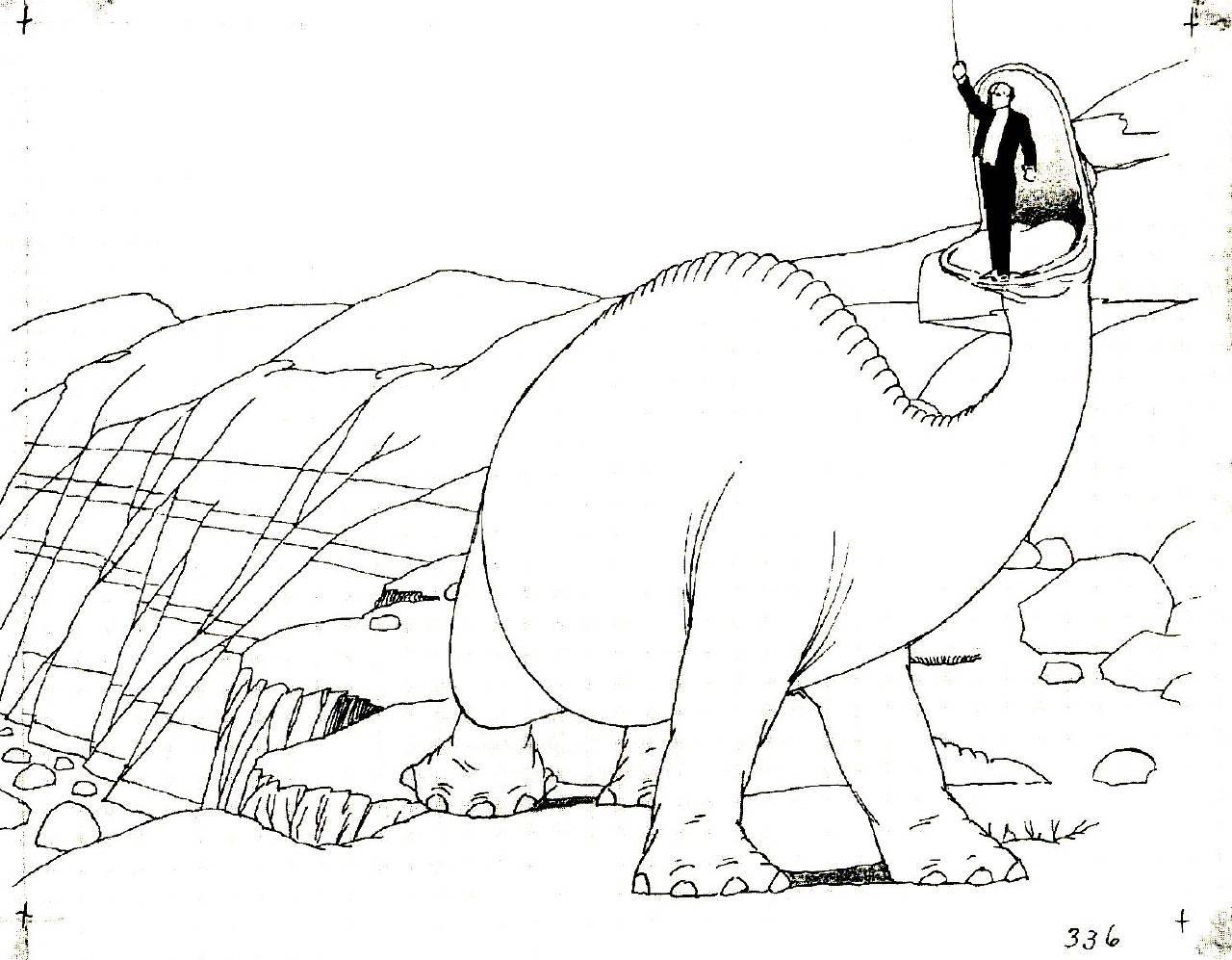
Gertie trägt Winsor McCay

Der eigentliche Trickfilm ist eingebettet in eine Rahmenhandlung im Slapstick-Stil. Dabei befinden sich die Comiczeichner Winsor McCay und George McManus mit Freunden auf einem Ausflug mit dem Auto, als dieses eine Reifenpanne hat. Bis der Fahrer den Reifen geflickt hat, besucht die Herrengesellschaft das Naturkundemuseum, vor dem der Wagen zum Stehen gekommen ist. Hier bestaunen die Freunde ein riesiges Brontosaurierskelett. McCay wettet mit McManus um ein Abendessen, dass er den Dinosaurier mit einer Reihe handgezeichneter Cartoons zum Leben erwecken kann. In sechsmonatiger Arbeit zeichnet McCay mehr als zehntausend einzelne Bilder, die anschließend von einer Filmkamera fotografiert werden. Er zeigt George McManus den Fortschritt seiner Arbeit, wobei ein Assistent versehentlich hunderte von Blättern fallen lässt.
Als der Zeichentrickfilm fertiggestellt ist, präsentiert McCay den Film seinen Freunden bei einem gemeinsamen Abendessen. McCay zeichnet zuerst die Umrisse des Dinosauriers, der den Namen Gertie trägt. Danach zeigt er das Bild einer Landschaft mit einem See, einem großen Baum und Felsen im Hintergrund, in dem er nun Gertie als lebendiges Wesen zeigen will.
Es beginnen die animierten Sequenzen, in denen Gertie zunächst etwas scheu aus einer Höhle heraustritt und sich dann dem Bildvordergrund nähert. Sie verschluckt einen großen Stein und verspeist anschließend einen Baum. McCay spricht Gertie an und fordert sie auf, das Publikum zu begrüßen. Sie führt daraufhin Kunststücke vor, hebt abwechselnd ihre Vorderbeine hoch und beginnt zu tanzen. Mitten in ihrer Vorführung lässt sie sich von einer Seeschlange, einer geflügelten Echse und einem Mammut ablenken, das sie übermütig in den See wirft. Als Gertie von McCay für ihr widerspenstiges Verhalten ausgeschimpft wird, fängt sie an zu weinen, lässt sich aber durch einen ihr zugeworfenen Kürbis wieder beruhigen. Später trinkt Gertie durstig den ganzen See aus.
Schließlich betritt Winsor McCay als Zeichentrickfigur persönlich die Leinwand. Er lässt sich als Dompteur mit einer großen Peitsche bewaffnet von Gertie aufnehmen und auf ihrem Rücken absetzen. McCay reitet auf Gertie davon, und der Zeichentrickfilm endet. McCays Freunde sind von dem Film begeistert, und McManus, der die Wette verloren hat, muss die Rechnung für das Dinner begleichen.

## Produktionsgeschichte

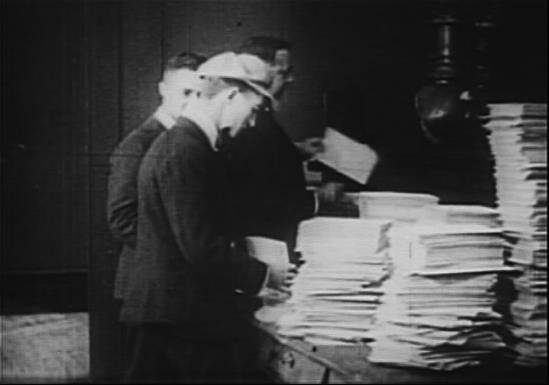
Anfertigung der Einzelbilder für Gertie the Dinosaur (Filmausschnitt)

Winsor McCay, der sich selbst gerne als „Amerikas größten Cartoonisten“ bezeichnete, wurde vor allem durch die Zeitungscomics Little Nemo und Dreams of a Rarebit Fiend bekannt. Daneben begann McCay schon im Jahr 1909, als Schnellzeichner auf den Vaudeville-Bühnen aufzutreten. 1911 produzierte McCay einen rund zweiminütigen Zeichentrickfilm, in dem die Figuren aus Little Nemo auftraten. Um die Zeichentricksequenzen als Einakter mit der üblichen Länge von rund zehn Minuten im Kino zu vertreiben, wurde eine reale Rahmenhandlung hinzugefügt, in der man unter anderem die mühselige Arbeit bei der Erschaffung der Animationssequenzen komödiantisch darstellte.
Der Filmpionier James Stuart Blackton, der fünf Jahre zuvor mit Humorous Phases of Funny Faces einen der ersten Animationsfilme geschaffen hatte, assistierte McCay bei der Erstellung des Films. Zwar hatte der Franzose Émile Cohl mit seinen abstrakten Animationsfilmen die Kunst der Stopptrickaufnahmen weiterentwickelt, doch zählte Little Nemo zu den ersten Filmen mit typischen Comicfiguren. 1912 produzierte McCay einen zweiten Zeichentrickfilm, How a Mosquito Operates, der bereits eine kurze Handlung enthielt. Beide Filme wurden von McCay in seinen Bühnenprogrammen eingesetzt.
Für sein nächstes Projekt wählte McCay mit Gertie ein Thema, das sich nicht mit herkömmlichen filmischen Mitteln umsetzen ließ. McCay hatte im Jahr 1912 Zeichnungen von prähistorischen Tieren im Auftrag der American Historical Association angefertigt, und schon 1905 tauchte ein Brontosaurierskelett in einem Dreams-of-a-Rarebit-Fiend-Comic auf. Doch noch nie zuvor waren Dinosaurier in einem Film zu sehen gewesen. McCay entschied sich zusätzlich, seine neue Zeichentrickfigur vor einem realistischen Hintergrund auftreten zu lassen. Das erforderte weitaus aufwändigere Zeichnungen als in seinen beiden vorigen Filmen. Fertigte McCay für Little Nemo noch 4000 Zeichnungen an, so erforderte die knapp vier Minuten dauernde Animation von Gertie the Dinosaur nach McCays eigenen Angaben mehr als 10.000 Zeichnungen, für deren Anfertigung er mehr als ein Jahr benötigte (im Film wird von einer Produktionszeit von sechs Monaten gesprochen).
McCay engagierte den Nachbarsjungen John A. Fitzsimmons als Assistenten. Fitzsimmons’ Aufgabe war das Kopieren der Hintergrundzeichnungen, die sich in den einzelnen Szenen nicht veränderten. Da die Cel Animation, bei der transparente Folien bemalt wurden, noch nicht erfunden war, mussten für jedes Einzelbild alle Details auf Reispapier eingezeichnet werden. Die von McCay eingeführte Arbeitsteilung, bei der das Hintergrundbild vorher eingezeichnet wurde, setzte sich nur kurze Zeit später in der Zeichentrickfilmindustrie durch, als John Randolph Bray ein ähnliches Verfahren patentieren ließ. Brays Patent erwies sich als ein Plagiat von McCays Arbeitstechniken, die Bray unter falschem Vorwand intensiv studiert hatte.
Eine weitere Neuerung des Animationsprozesses, die McCay bei Gertie the Dinosaur einführte, war die Aufteilung der Animation in einzelne Phasen, die nur einer Pose oder einem kurzen Bewegungsablauf entsprachen. Dadurch, dass zuerst die Ausgangssituation und das Ende der Phase gezeichnet wurden, konnten die dazwischen liegenden Abschnitte schneller und genauer gezeichnet werden. McCay gelang so nicht nur eine Vereinfachung der Animation, sondern auch eine realistischere Bewegung der Charaktere, die bei rhythmischen Sequenzen wie Gerties Tanzbewegungen durch die wiederholte Verwendung identischer Zeichnungen verstärkt wurde. Diese Art der Aufteilung des Animationsprozesses wurde später in den Disney Studios weiterentwickelt, als für die Gestaltung der Zwischenphasen spezielle Zeichner, die sogenannten Inbetweeners, verantwortlich waren.
Anfang 1914 waren alle Zeichnungen fertiggestellt und bereit zur Übertragung auf Film. Die einzelnen Bilder wurden in Blacktons Vitagraph-Studios fotografiert.

## Aufführungsgeschichte

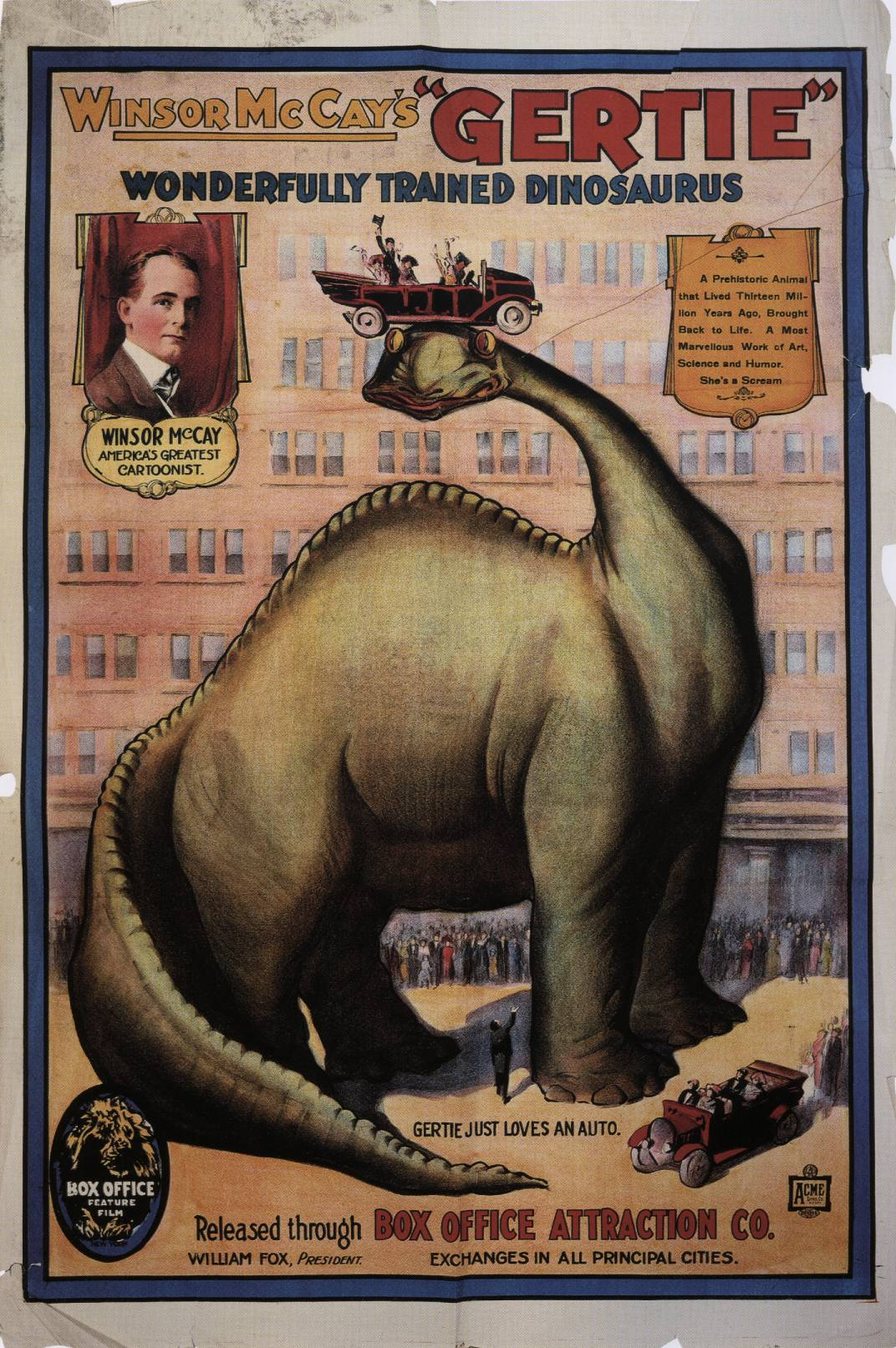
Filmplakat für Gertie the Dinosaur

Winsor McCay präsentierte seinen neuen Animationsfilm erstmals am 8. Februar 1914 im Palace Theater in Chicago im Rahmen seines Bühnenprogramms. McCay stand vor der Projektionsfläche und interagierte mit der Zeichentrickfigur. Die Illusion auf der Bühne wurde perfekt, als McCay Gertie scheinbar einen Apfel zuwarf (im späteren Film war es ein Kürbis, so dass die Größenverhältnisse zwischen Gertie und der Frucht im Film besser übereinstimmten) und als er am Ende des Streifens synchron zum Erscheinen seiner animierten Figur im Film hinter die Leinwand trat.
Vor allem die Art, wie McCay Gertie präsentierte, beeindruckte das Publikum. Émile Cohl, der bis März 1914 in New York arbeitete, beschrieb später den Eindruck, den McCays Auftritt im New Yorker Hammerstein Theater auf ihn hinterlassen hatte. Seiner Meinung nach war das Publikum von dem Künstler McCay genauso begeistert wie von dem Kunstwerk, dem dargebotenen Film. Cohl beobachtete, dass McCays Auftritte äußerst lukrativ waren.
Der Erfolg von McCays Bühnenprogramm, der zu ausgedehnten Reisen durch den Osten der Vereinigten Staaten führte, verärgerte aber den Verleger William Randolph Hearst, für dessen Zeitungen McCay exklusiv arbeitete. Hatten die Aufführungen zu Anfang den Sonntagsblättern von Hearst wertvolle Popularität verschafft, bestand der Verleger später darauf, dass McCay sich auf seine Zeitungscomics konzentrierte, und verhängte ein allgemeines Auftrittsverbot für seine angestellten Comiczeichner auf Vaudeville-Bühnen. Daraufhin wurden weitere geplante Auftritte im Terminplan des United Booking Office storniert. Erst ein ausgearbeiteter Kompromiss verhalf McCay bis 1917 zu weiteren Auftritten im Vaudeville, die aber allein auf die Bühnen New Yorks beschränkt waren, was dem Ende seiner Bühnenkarriere gleichkam.
Im Herbst 1914 kontaktierte der Filmproduzent William Fox McCay und schlug ihm vor, den Film Gertie the Dinosaur im Verleih zu vertreiben. Fox hatte das wirtschaftliche Potential des Films erkannt, der allein in einem New Yorker Filmtheater innerhalb einer Woche die Summe von 350 Dollar eingespielt hatte. Die landesweite Vermarktung von Gertie the Dinosaur wurde am 14. November 1914 bekanntgegeben.
Für die Präsentation des Zeichentrickfilms im Kino filmte McCay eine reale Rahmenhandlung und ersetzte den Inhalt des Bühnenprogramms, seine Dialoge mit Gertie, durch Zwischentitel. Die Rahmenhandlung entspricht größtenteils der Geschichte, die McCay schon für Little Nemo entwickelt hatte. Ob diese Szenen, in denen neben George McManus weitere Hearst-Cartoonisten wie Roy McCardell oder Tad Dorgan auftraten, vor oder nach Hearsts Intervention aufgenommen wurde, ist nicht bekannt. Zum US-amerikanischen Copyright angemeldet wurde Gertie the Dinosaur allerdings schon am 15. September 1914.

## Rezeption

### Zeitgenössische Rezeption

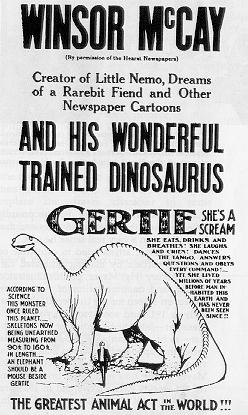
Zeitungsanzeige für Gertie the Dinosaur

Auch wenn – anders als in vielen neueren Veröffentlichungen dargestellt – Gertie the Dinosaur nicht der erste Cartoon der Filmgeschichte war, hat erst der Erfolg dieses Films die Entwicklung des noch jungen Genres vorangetrieben. Viele spätere Trickfilmzeichner wurden durch Gertie inspiriert, unter ihnen Pioniere wie Ub Iwerks, Paul Terry oder Max und Dave Fleischer. Auch der Wegbereiter der modernen Stop-Motion-Technik, Willis O’Brien, wurde bei seinem ersten Animationsfilm The Dinosaur and the Missing Link, der nur ein Jahr nach Gertie the Dinosaur entstand, durch McCays Film beeinflusst. Ebenfalls 1915 wurde eine unautorisierte Neuverfilmung von Gertie the Dinosaur veröffentlicht, die vermutlich in den Studios von John Randolph Bray hergestellt wurde, der es trotz der minderwertigen Qualität gelang, am Erfolg von Winsor McCays Film teilzuhaben. Eine filmische Hommage war dagegen eine von Max Fleischer animierte Szene in der Komödie Drei Zeitalter von 1923, in der Regisseur und Hauptdarsteller Buster Keaton auf den Kopf eines Dinosauriers klettert.
Winsor McCay selbst sah den größten Erfolg von Gertie darin, dass der Animationsfilm als neue Kunstform akzeptiert wurde. Little Nemo und How a Mosquito Operates wirkten auf das Publikum mehr wie Bühnentricks, vergleichbar mit den visuellen Effekten in Georges Méliès’ Filmen. „Erst als ich ‚Gertie the Dinosaur‘ zeichnete, verstand das Publikum, dass ich animierte Bilder machte.“ Otto Messmer, Schöpfer von Felix the Cat, bestätigte 1976 McCays Einschätzung und erinnerte sich an den Eindruck, den Gertie the Dinosaur beim Publikum hinterlassen hatte: „Es war ein Riesenerfolg, eine Zeichnung in Bewegung zu sehen.“

### Nachwirkungen
Trotz der hohen Popularität von Gertie the Dinosaur konzentrierte sich McCay in den folgenden Jahren auf seine Tätigkeit als Zeitungskarikaturist und Comiczeichner. Erst vier Jahre später veröffentlichte McCay seinen nächsten Cartoon, einen realistisch gehaltenen Propagandafilm über die Versenkung der Lusitania durch ein deutsches U-Boot während des Ersten Weltkriegs. 1921 produzierte McCay schließlich eine Reihe von Cartoons, basierend auf seiner Comicreihe Dreams of a Rarebit Fiend. Im selben Jahr arbeitete McCay an einer Fortsetzung von Gertie the Dinosaur. In Gertie on Tour sollte Gertie berühmte Sehenswürdigkeiten wie die New Yorker Brooklyn Bridge oder das Washington Monument in Washington, D.C. besuchen. Der Film wurde allerdings nie fertiggestellt, und nur Fragmente von Gertie on Tour blieben erhalten.
Eine weit beachtete Wiederaufführung von Gertie the Dinosaur erfolgte im Jahr 1927 im Rahmen eines Banketts, das in New York zu Ehren McCays gegeben wurde. Auch nach seinem Tod im Jahr 1934 gerieten Winsor McCays Filme nicht in Vergessenheit, so wurde Gertie the Dinosaur 1940 in einer Retrospektive der Film Library des Museum of Modern Art aufgeführt. 1955 feierte schließlich Gertie ihre Premiere im US-amerikanischen Fernsehen, als Winsor McCays Bühnenprogramm von 1914 für eine Folge von Walt Disneys Fernsehsendung Disneyland über die Geschichte der animierten Zeichnungen (The Story of the Animated Drawing) nachgestellt wurde.
Die Originalnegative von Gertie the Dinosaur galten viele Jahre als verschollen. Winsor McCays Sohn hatte Teile des Nachlasses seines Vaters, darunter mehrere Filmdosen und rund 400 Originalzeichnungen von Gertie the Dinosaur, dem Sammler Irving Mendelsohn überlassen, der aber zunächst die Filmrollen unbeachtet ließ. Erst 1947 wurden sie als die Originalnegative von McCays Filmen identifiziert und auf Sicherheitsfilm kopiert. Die Negative wurden in den 1960er Jahren an die kanadische Cinémathèque Québécoise übergeben, die 1967 eine erste restaurierte Fassung von Gertie the Dinosaur veröffentlichte. 2004 gab das Filminstitut in Zusammenarbeit mit der Firma Milestone Film & Video eine neu restaurierte Fassung von McCays Kurzfilmen auf DVD heraus.

### Filmhistorische Bewertung
Galt Winsor McCay in den ersten Jahrzehnten nach seinem Tod nur als einer der einflussreichsten Comiczeichner der Vereinigten Staaten, wurde seine Rolle für die Entwicklung des Animationsfilms seit den 1960er Jahren immer stärker in den Vordergrund gestellt. Seitdem der Filmemacher und Filmhistoriker John Canemaker 1976 den Dokumentarfilm Remembering Winsor McCay veröffentlicht hatte, stieg das Interesse an McCays Filmen.
Gertie the Dinosaur gilt als der mit Abstand bedeutendste Film von Winsor McCay. Donald Crafton nennt ihn den fortschrittlichsten Animationsfilm seiner Zeit, der zu Recht als ein Meisterwerk bezeichnet wurde und maßgeblich zur Entwicklung des Zeichentrickgenres beitrug. Er zeige aber auch das für die Pioniere des Animationsfilms typische Bestreben, sich selbst in ihren Filmen darzustellen und zu verewigen. Diese Art der Selbstreflexion macht Gertie the Dinosaur nach Ansicht des Filmhistorikers Jason Mittell zu einem Vorläufer der postmodernen Kunst.
Für den englischen Filmhistoriker Paul Ward markiert Gertie the Dinosaur einen Wendepunkt in der Wahrnehmung der Animationsfilme. Die einzig auf den Überraschungseffekt zielenden frühen Trickfilme von Künstlern wie Blackton oder Méliès zählten zum Standardrepertoire der Filmprogramme, ihre Attraktivität war aber Anfang der 1910er Jahre geschwunden. Gertie the Dinosaur stellte zu dieser Zeit als ein narrativer Trickfilm etwas Neues dar. Der Film wurde nicht nur als ein Showact, in dem Winsor McCay scheinbar einen lebendigen Dinosaurier vorführt, beworben. Vielmehr wurde auch die Leistung McCays als Animator dieser filmischen Innovation betont. Damit wurde ein erster Schritt zur Etablierung von Cartoons als Vorfilme im Filmprogramm vollzogen.
Der künstlerische und wirtschaftliche Erfolg von Gertie the Dinosaur war bei dieser Entwicklung so bedeutend, dass Leonard Maltin in dem Film den Ursprung der US-amerikanischen Trickfilmindustrie sieht. Dem gegenüber betonen allerdings Filmhistoriker wie Michael Barrier, dass McCays Arbeitsweise mit Produktionszeiten von mehreren Monaten keine Serienfertigung von Filmen ermöglichte. Die Trickfilmindustrie, die Ende der 1910er Jahre unter anderem mit Mutt and Jeff, Felix the Cat und Koko der Clown erfolgreiche Reihen entwickelt hatte, konnte nur mit deutlich reduzierter Animationskunst und automatisierten Techniken wie der von John Randolph Bray eingeführten Cel Animation bestehen. Die Initialzündung für diese Entwicklung gab aber nach Ansicht von Jerry Beck McCays Gertie the Dinosaur.
Obwohl Winsor McCay nur einen einzigen Film mit seiner Figur veröffentlicht hatte, gilt Gertie als der erste animierte Filmstar. Der Filmkritiker David Kehr verglich Gerties Ruhm mit späteren Zeichentrickfiguren wie Felix the Cat, Micky Maus oder Bugs Bunny, die sich ähnlich wie Gertie durch eine eigene Persönlichkeit auszeichneten. Auch wenn John Canemaker schon in der Stechmücke von How a Mosquite Operates Anlagen einer anthropomorphen Figur erkannt hatte, wurde nach Ansicht von Paul Wells erst in Gertie the Dinosaur eine Zeichentrickfigur geschaffen, die Gefühle ausdrücken konnte und mit der sich das Publikum verbunden fühlte. Die emotionale Bandbreite der Character animation, die McCay mit Gertie angedeutet hatte, wurde erst in den 1930er Jahren von Walt Disney vervollkommnet, der stark von McCay beeinflusst wurde.
Auch unter den heutigen Trickfilmzeichnern und Animatoren gilt Gertie the Dinosaur als ein besonders einflussreicher Film. In einer Umfrage von Jerry Beck unter mehr als 1000 Animationskünstlern wurde Gertie the Dinosaur auf Platz 6 der 50 besten Cartoons gewählt. Er war damit neben dem auf Rang 50 platzierten Film Felix in Hollywood von 1923 der einzige Stummfilm in der Bestenliste.

## Auszeichnungen
Gertie the Dinosaur wurde 1991 als erster Kurzfilm und nach den Disney-Langfilmen Schneewittchen und die sieben Zwerge und Fantasia als dritter Zeichentrickfilm in das National Film Registry aufgenommen und gilt somit als ein besonders erhaltenswerter US-amerikanischer Film. Er war zu diesem Zeitpunkt nach Der große Eisenbahnraub der zweitälteste Film, der im National Film Registry aufgeführt wurde.